# شهرداری زوگدیدی

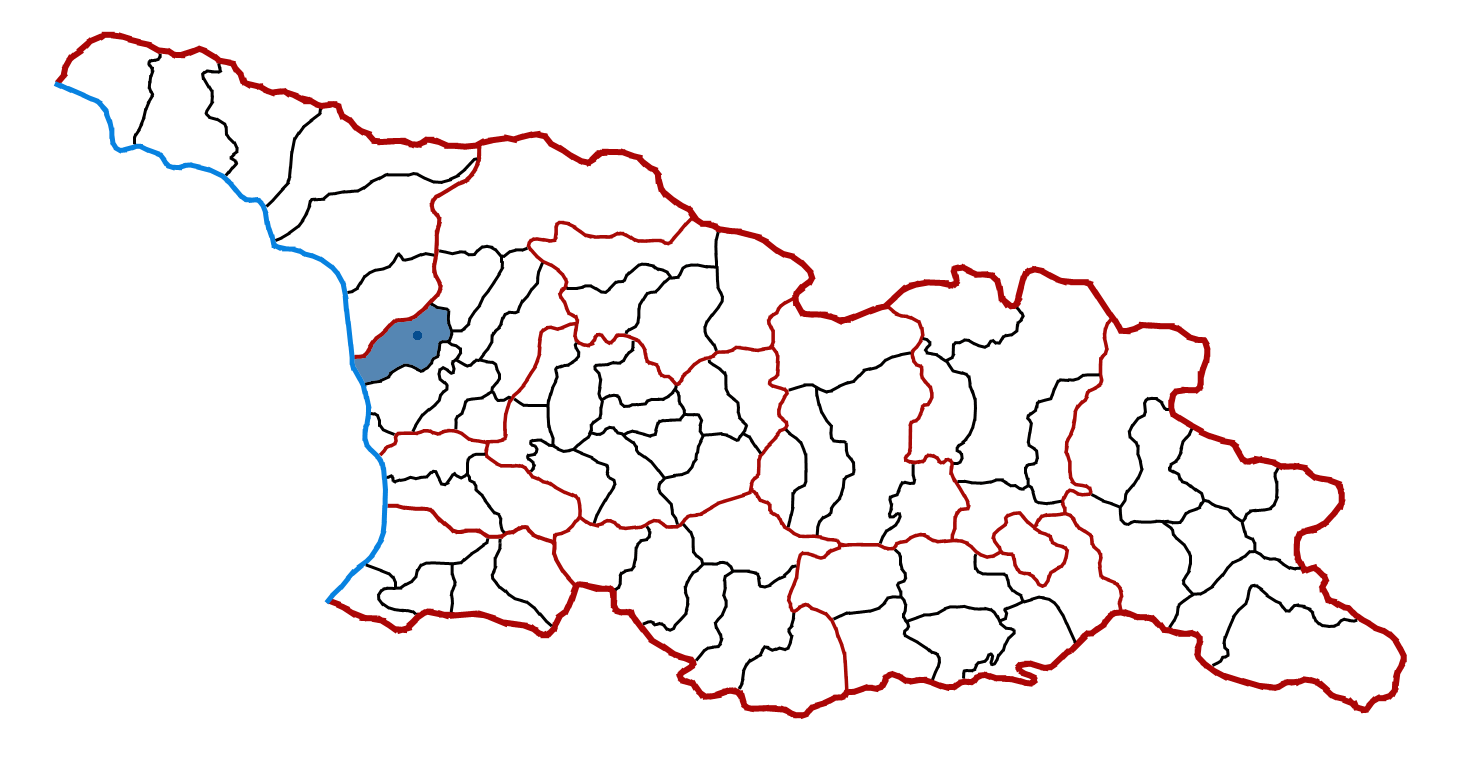
شهرداری زوگدیدی

شهرداری زوگدیدی (گرجی: ზუგდიდის მუნიციპალიტეტი) یکی از شهرداری‌های گرجستان در استان سامگرلو-زمو سوانتی است. مرکز اداری آن زوگدیدی است.
جمعیت: ۱۰۵۲۰۰ (سرشماری سال ۲۰۱۶)
مساحت: ۶۸۲ کیلومتر مربع

## نگارخانه

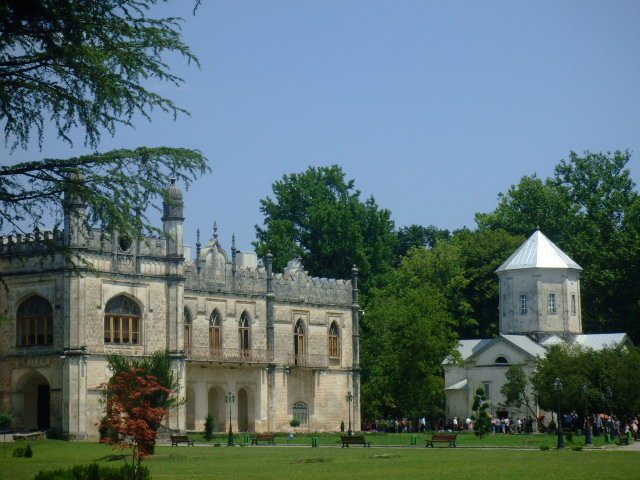
کاخ دادیانی
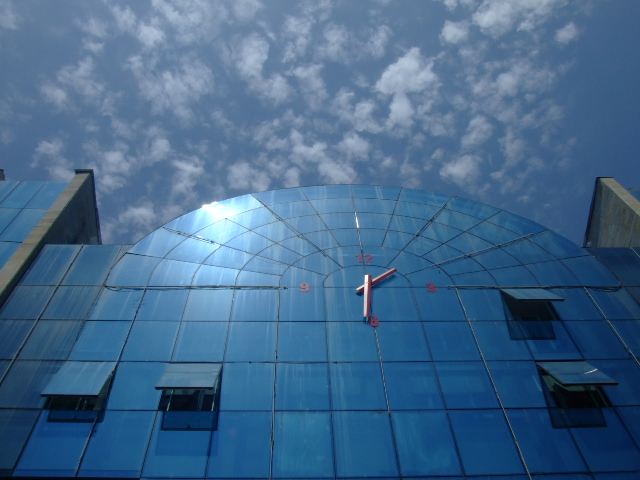
ساختمانی در زوگدیدی
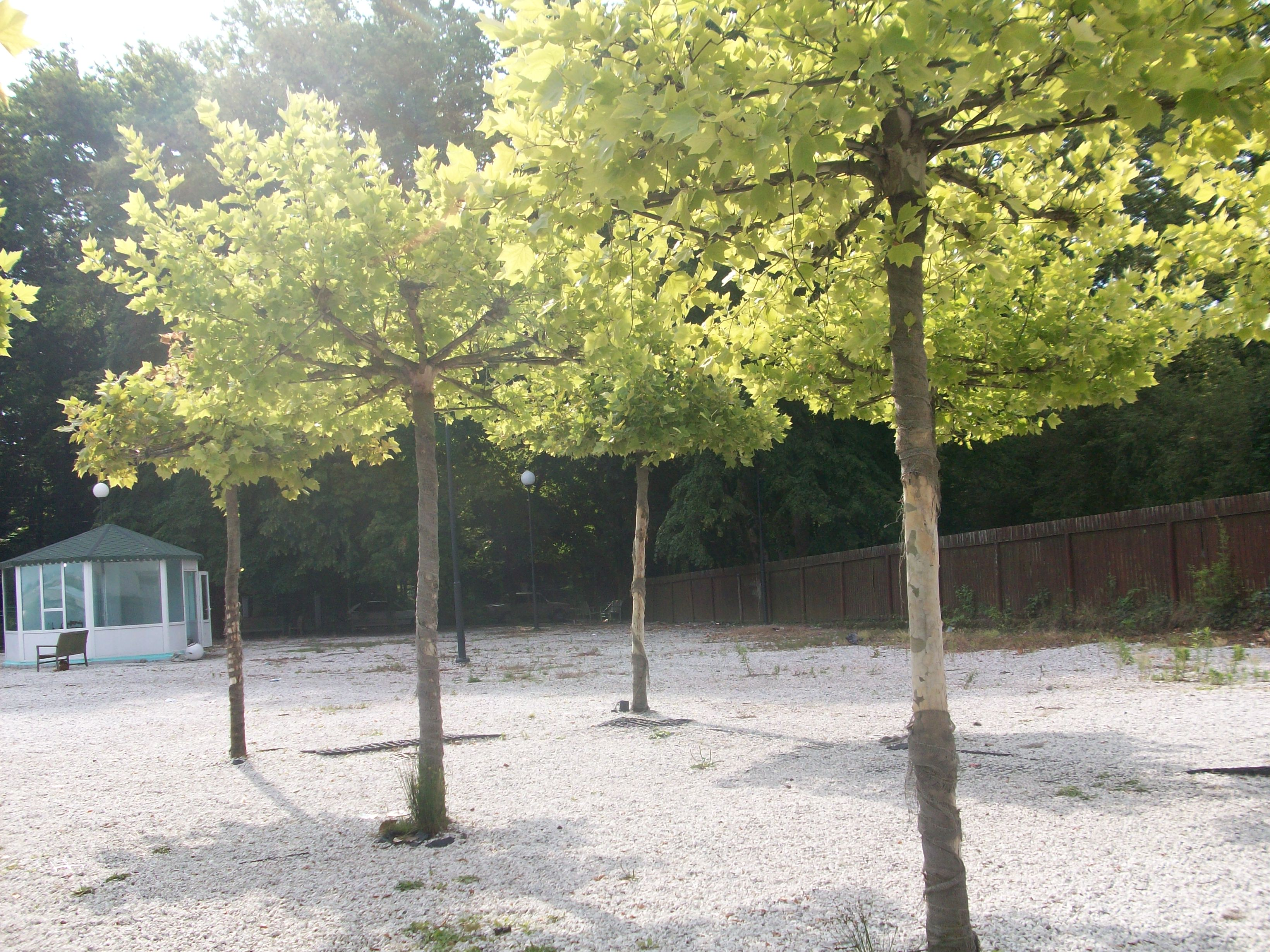
بوستان
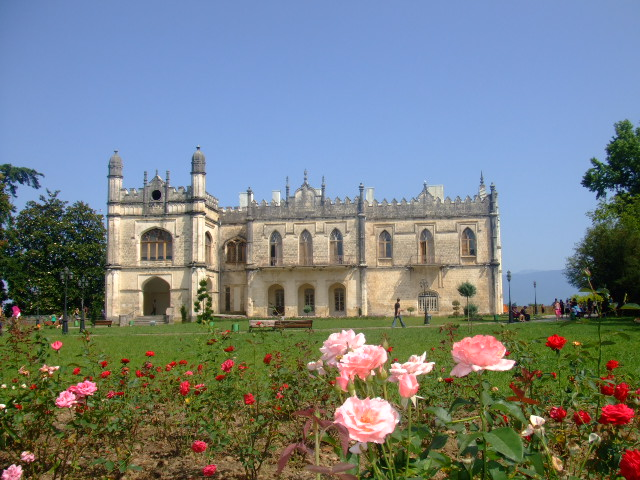
کاخ دادیانی
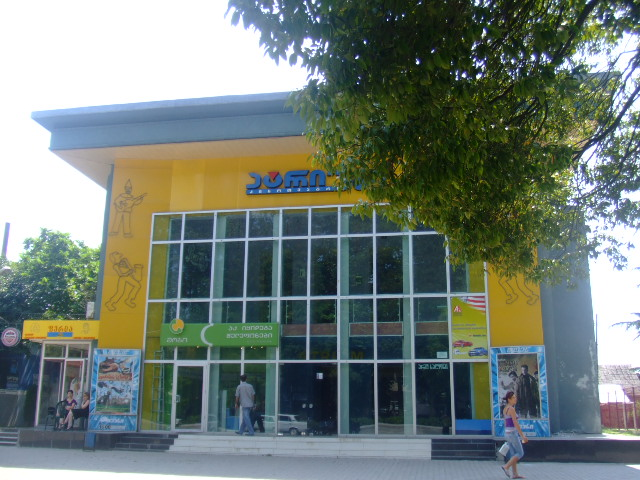
سینمای آتریومی
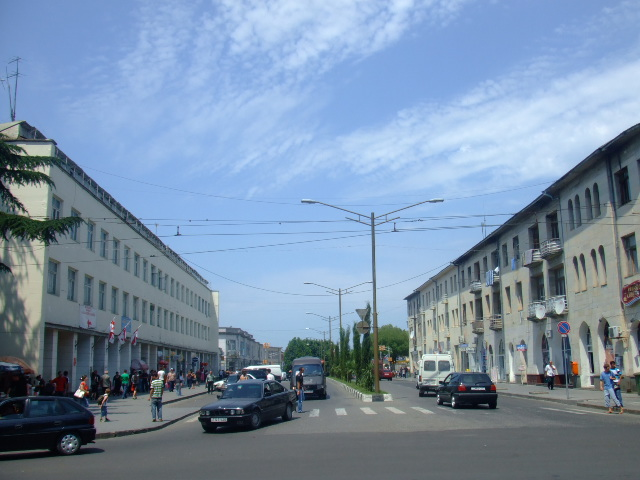
خیابان اصلی زوگدیدی
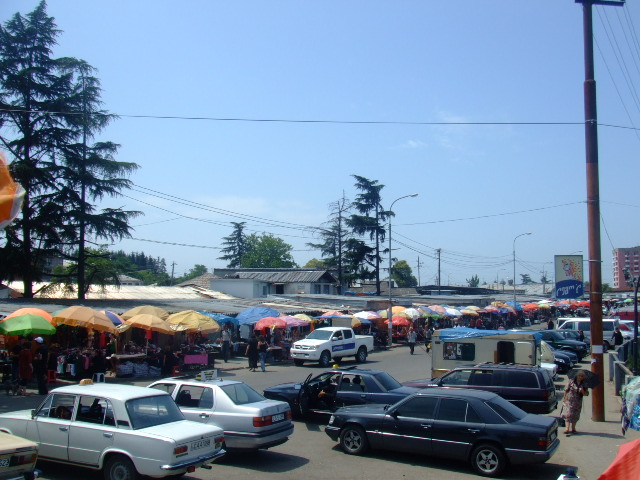
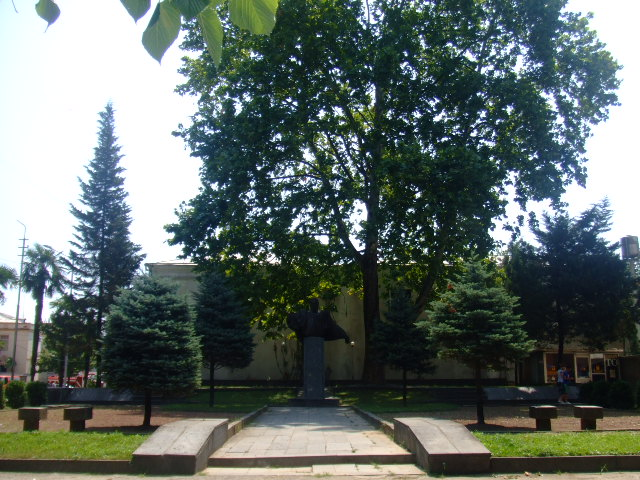
بوستان فرهنگ
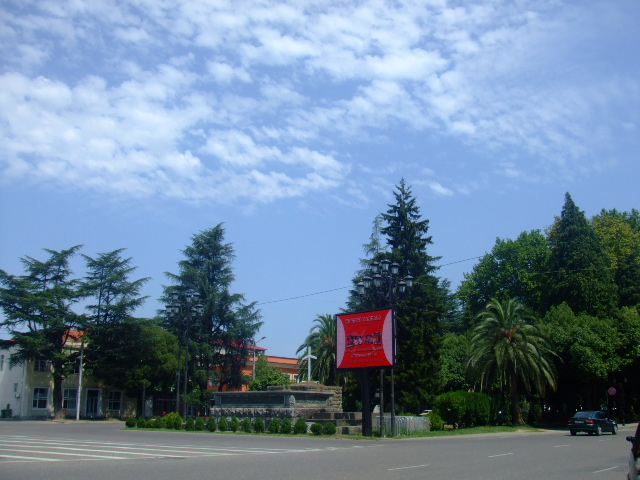
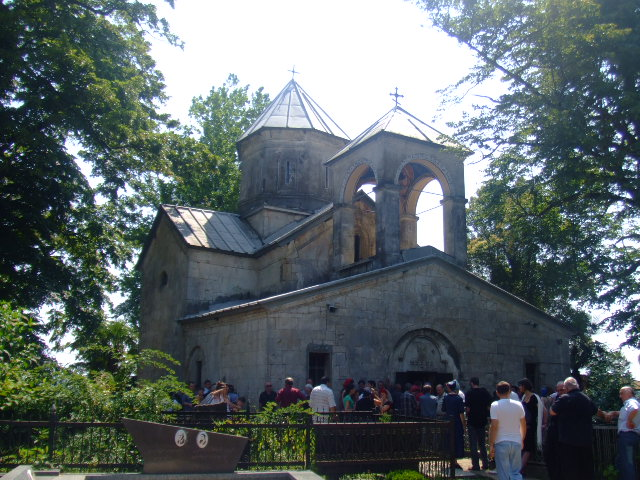
کلیسا
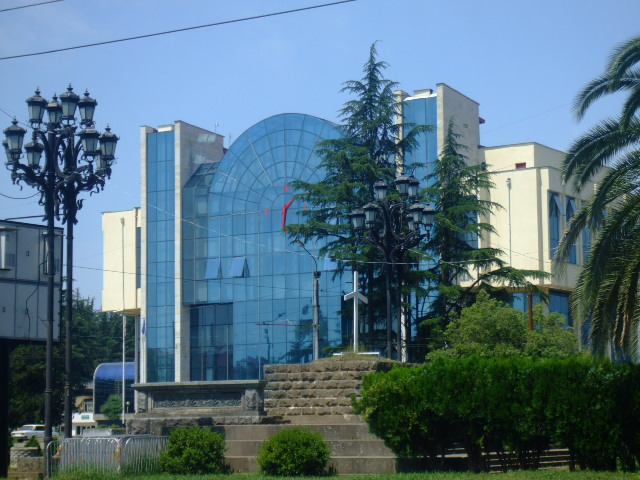
ساختمانی در زوگدیدی
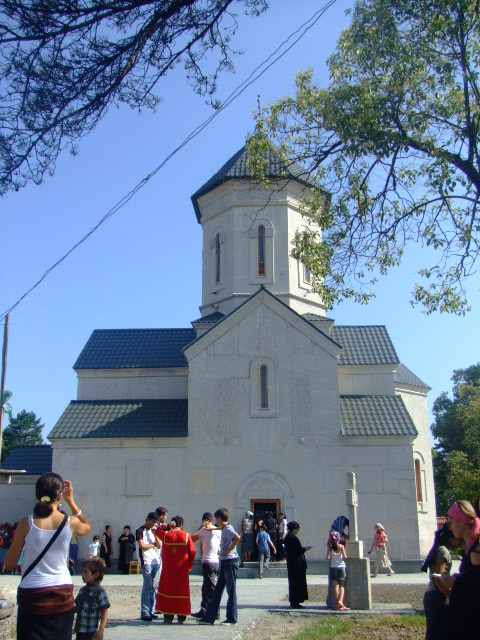
کلیسا
کلیسای کورتسخلی ویرجین